# 1908-as messinai földrengés

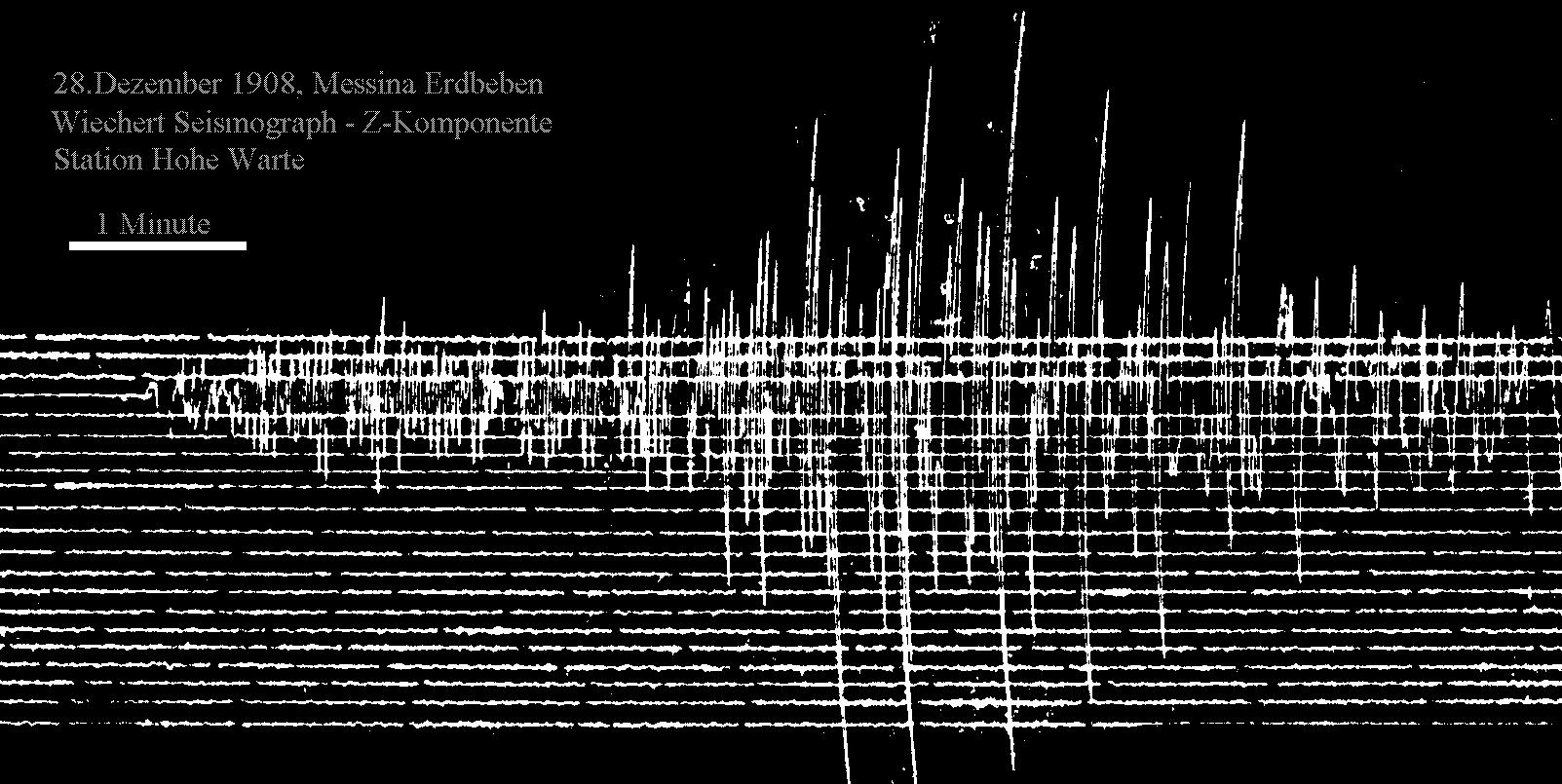
A Hohe Warte állomás (ZAMG) szeizmogramja, Bécs

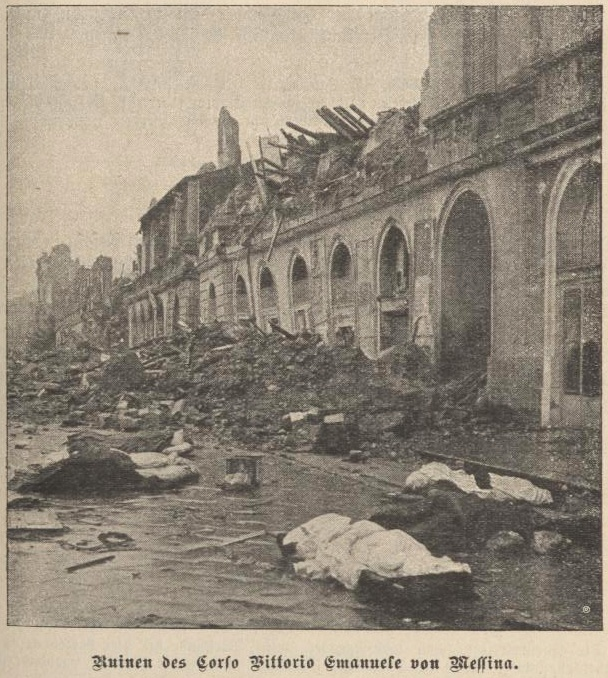
Pusztítás Messina városközpontjában

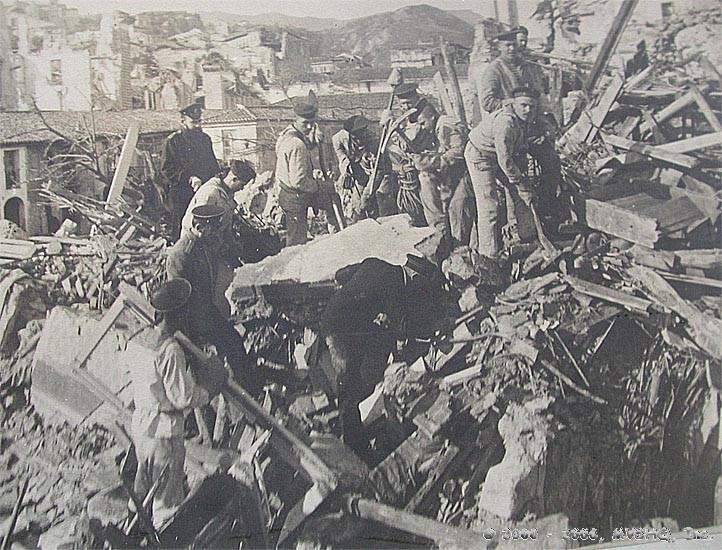
Orosz mentők Messinában a földrengés után

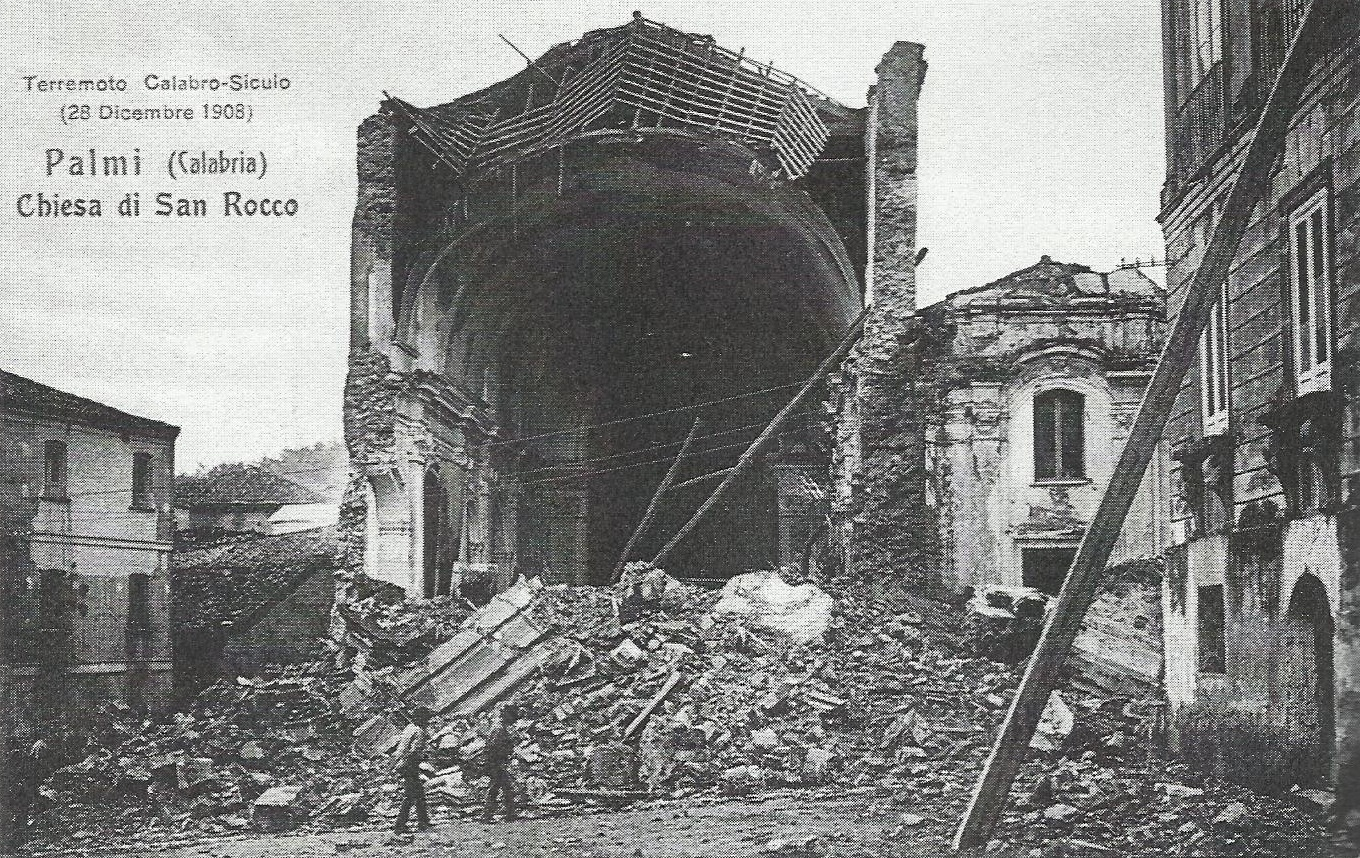
A lerombolódott Szent Rókus-templom Palmiban

Az 1908-as messinai földrengés epicentruma Szicília és Dél-Olaszország területén volt, és az áldozatok számát tekintve a 20. század legnagyobb természeti katasztrófája volt Európában.
A földrengéseket követő cunami további jelentős károkat okozott, és több halálos áldozatot követelt, akiknek a számáról szóló becslések eltérőek: Messinában és Reggio Calabriában 72-110 ezer lakos vesztette életét.

## A károk
Messinában szinte minden épület súlyosan megsérült vagy megsemmisült, beleértve a katedrálist, számos középületet és a kikötői sétányon található Palazzatát is, amely egy impozáns, egységes, másfél kilométer hosszú, tengerre néző homlokzat, itt volt a városháza. Mögötte részben selyemgyárak és kereskedelmi központok, valamint bankok rejtőztek. A sétány összekötötte őket, és egységes, tengerre néző homlokzatot adott nekik.
Reggio Calabria is hasonlóan súlyos károkat szenvedett, itt pusztult el többek között a vízparti Real Palazzina, a Villa Genoese-Zerbi, a barokk katedrális és a bizánci Cattolica dei Greci bazilika. Ennek folytán mindkét város elvesztette az elmúlt évszázadok építészeti örökségének nagy részét.
A kezdeti segélyakciókat a Piemonte cirkáló és más hadihajók túlélő legénysége végezte. Ráadásul orosz haditengerészeti egységek siettek a helyszínre a délebbre fekvő Augusta felől, és valamivel később brit hadihajók is megjelentek. Walter Sahli svájci orvos volt a szakmai segítséget nyújtók egyike.

## Fordítás
- Ez a szócikk részben vagy egészben  az   Erdbeben von Messina 1908 című német Wikipédia-szócikk ezen változatának fordításán alapul.  Az eredeti cikk szerkesztőit annak laptörténete sorolja fel. Ez a jelzés csupán a megfogalmazás eredetét és a szerzői jogokat jelzi, nem szolgál a cikkben szereplő információk forrásmegjelöléseként.